# Karel de Rooij

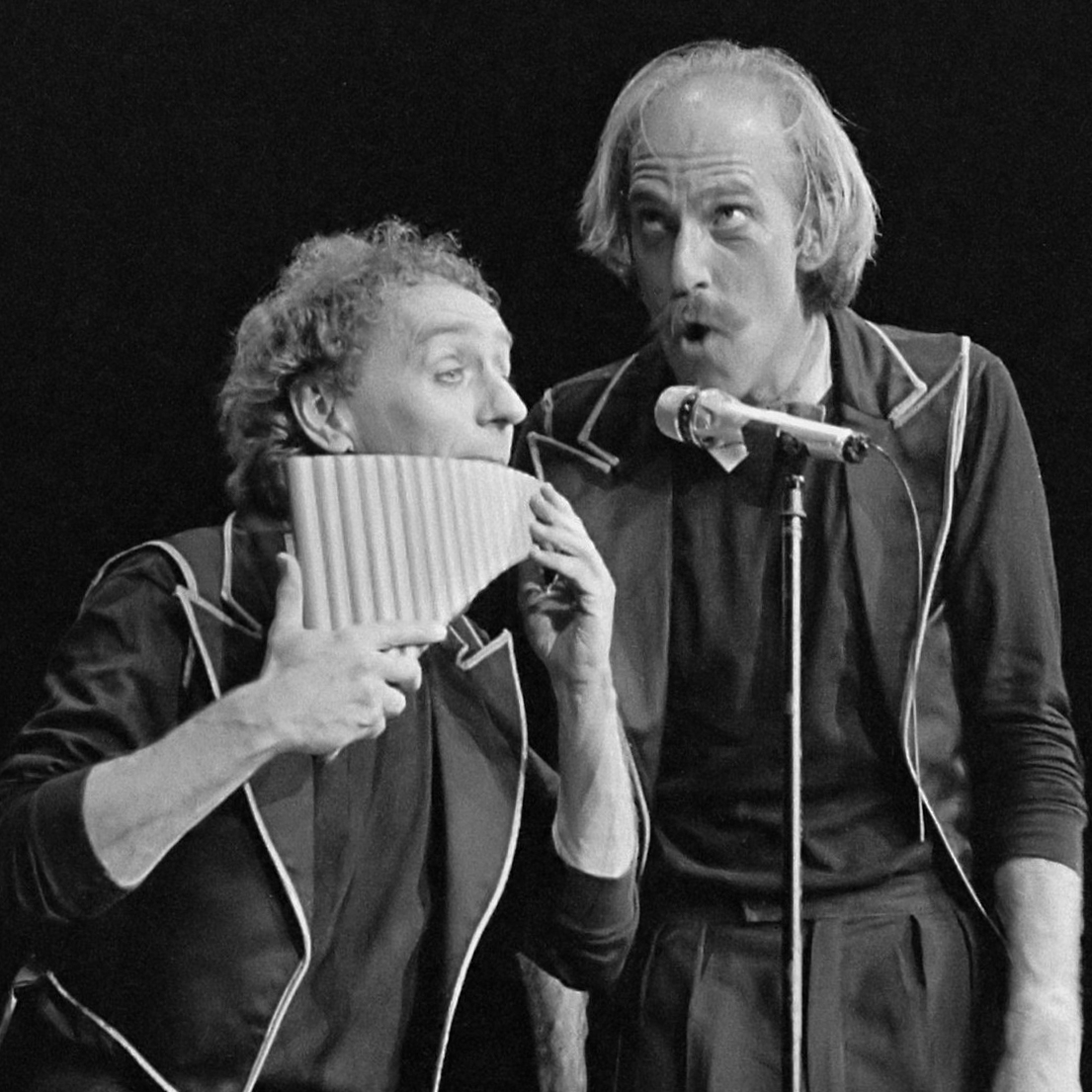
Karel de Rooij und Peter de Jong als Mini & Maxi (1987)

Karel de Rooij (* 18. Juli 1946 in Den Haag) ist ein niederländischer Musiker, Kabarettist und Kleinkünstler.
De Rooij stand bereits im Alter von fünf Jahren auf der Bühne. Ab dem achten Lebensjahr hatte er Violinunterricht bei Eugene Buziau. Er besuchte die Haagse Frije School und studierte am Konservatorium im Hauptfach Posaune. Außerdem nahm er Panflötenunterricht bei Nicolai Pîrvu und Hans Minnaert.
Bei Tom Manders lernte er 1967 Peter de Jong kennen, mit dem er das Duo Mini & Maxi gründete. In den 1970er Jahren entwickelte das Duo einen eigenen Stil, eine Mischung aus Clownerie, Kabarett und Musiktheater. Nach Auftritten u. a. mit Robert Paul und Ted de Braak folgte 1984 das erste eigene Theaterprogramm unter dem Titel Sprakelos, das sieben Saisonen lang erfolgreich im In- und Ausland (insbesondere im deutschsprachigen Raum, aber auch in Russland und Taiwan) aufgeführt wurde. 
Mit der Fernsehproduktion Het Konzert gewann das Duo 1987 die Silberne Rose von Montreux. 1993 folgte das Programm Scherzo, für das das Duo den Nationale Scheveningen Cabaretprijs erhielt. 1999 wurden de Rooij und de Jong als Ritter des Ordens vom Niederländischen Löwen ausgezeichnet.
Nachdem sich das Duo 2003 wegen gesundheitlicher Probleme de Jongs aufgelöst hatte, gründete de Rooij die Gruppe De Wereldband (mit Oene van Geel, Willem van Baarsen, Rogier Bosman, Roderick Krauss, Sanne van Delft und Wim Lammen, die allesamt als Multiinstrumentalisten auftreten). Die Gruppe tourte bislang mit den Programmen De Wereldband und Lekker warm durch die Niederlande.
| Personendaten    | Personendaten                            |
| ---------------- | ---------------------------------------- |
| NAME             | Rooij, Karel de                          |
| KURZBESCHREIBUNG | niederländischer Musiker und Kabarettist |
| GEBURTSDATUM     | 18. Juli 1946                            |
| GEBURTSORT       | Den Haag                                 |